# Red Bull RB16
A Red Bull RB16, valamint módosított kasztnijú változata, az RB16B, egy Formula–1-es versenyautó, melyet a Red Bull Racing készített és versenyeztetett a 2020-as, valamint a 2021-es Formula–1-es világbajnokságban. Pilótái 2020-ban Alex Albon és Max Verstappen voltak, 2021-ben pedig az előbbi helyére érkezett Sergio Pérez. Az RB16 a második, az RB16B a harmadik, és egyben utolsó autója a csapatnak, mely Honda-motorokat használ. 2021-ben Max Verstappen egy hosszú és kiélezett küzdelemben megnyerte a világbajnokságot.

## Áttekintés
Mivel a szabályok nem változtak nagymértékben, az RB16 gyakorlatilag az előd RB15 átszabott változata. Kicsivel keskenyebb orra van, mint az elődnek, rajta két kisebb légbeömlővel, az alján pedig egy különleges elemmel, amit a Mercedes vetett be először az előző évben. Emellett átdolgozták a bargeboard-okat és az oldaldobozok is kisebbek lettek. A hátsó felfüggesztés egyes elemeit megemelték, a hátsó szárnyat pedig az előd egy tartópilléréhez képest most már kettővel rögzítették. A felfüggesztési rendszert is átalakították, Christian Horner elmondása szerint azért, hogy az alacsony sebességű kanyarokban is jobb legyen az autó.

## A szezon

### RB16 (2020)
Verstappen és Albon remekül kezdték az idénynyitó osztrák nagydíjat, azonban elektronikai probléma miatt mindketten kiestek. Habár az autó remek konstrukció volt, és a Mercedes csapat egyedüli igazi kihívójává emelkedett ki már az évad elején, végül mégis alulmaradtak velük szemben. Verstappen remekül versenyzett egész évben, megnyerte a 70. évfordulós nagydíjat, valamit a szezonzáró abu-dzabi nagydíjat is – ezzel szemben Albon hasonló helyzetbe került, mint az előző évben Pierre Gasly: küszködött a kocsival, az eredményei egyáltalán nem voltak jók, és mindössze két dobogós helyezést szerzett, Verstappen 11-ével szemben.

### RB16B (2021)
Albontól megváltak az előző év végén, pontosabban tesztpilótává fokozták le. Helyére Sergio Pérez került. A szezon előtti teszteken az autó egyértelműen a leggyorsabb volt. A szezonnyitó bahreini nagydíjat Verstappen a pole pozícióból kezdte, csak azért nem nyerte meg a futamot, mert egy megcsúszás miatt előreengedte Hamiltont, meg nem kockáztatva egy büntetést. Péreznek ezzel szemben elektronikai hiba miatt újra kellett indítania az autóját, és a boxutcából rajtolt – ennek ellenére is ötödik lett. Verstappen ezután győzött Imolában, majd két második hely következett, ezek közül Spanyolországban a Mercedes csapattaktikája miatt vesztette el a győzelmet. Monacóban ismét győzni tudott.
Pérez eleinte gyengébben teljesített, de ő maga is elismerte, hogy kell legalább öt futam, hogy összeszokjon a csapattal. A hatodik, azerbajdzsáni versenyt ezután megnyerte, miközben Verstappen hátsó kereke pár körrel a verseny vége előtt szétrobbant, és az élről esett ki. Franciaországban a Red Bull remek stratégiával kettős dobogót ért el, Verstappen pedig sorozatban három győzelmet. A brit nagydíjon került sor Verstappen és Hamilton első összecsapására, melynek során összeütköztek, Verstappen pedig hatalmas sebességgel a falnak vágódott és kiesett. Ugyancsak balszerencsés volt a magyar futamon, ahol az esős futamkezdetnél megsérült az autója egy rajtbalesetben, és ez a versenytempóját úgy visszavetette, hogy végül csak kilencedik lett. A rekordrövid belga versenyt megnyerte (pole pozíciójából kifolyólag), a holland nagydíjon pedig tükörsima győzelmet aratott, fantasztikus teljesítménnyel. Az olasz versenyen ismét összeütközött Hamiltonnal és mindketten kiestek, de mivel a sprintfutamon szerzett 2 pontot, így mégis ő jött ki jobban az esetből. Az orosz nagydíjra bevállalta a csapat a motorcserét (a versenybalesetek miatt muszáj volt megtenniük, ha el akarták kerülni a kiesés veszélyét), és a kaotikus utolsó körök miatt annak ellenére, hogy a legutolsó helyről rajtolt, mégis a második helyig jött fel. Pérez a versenyeken ezzel szemben igencsak hullámzó teljesítményt nyújtott, az időmérő edzéseken rendre pocsékul teljesített, a jó versenytempója pedig csak kármentésre volt jó. Így aztán a szezon kétharmadánál a Mercedes nagyobb előnyt szerzett a konstruktőri bajnokságban a Red Bullal szemben.
Törökországban a mezőny érdekes versenyt teljesített: az eső ugyan már nem esett, viszont a nagy páratartalom miatt a pálya sem száradt fel, így végig átmeneti esőgumikat kellett használni minden csapatnak. Ez azt is jelentette, hogy nem volt kötelező a kerékcsere – az azonban hamar nyilvánvalóvá vált, hogy enélkül igen bajosan lehet teljesíteni a versenyt. Verstappen taktikai okokból hamar megcsinálta a cserét, és ez jó döntésnek bizonyult, ugyanis a felfelé jövő Hamilton igyekezett addig kinn maradni, amíg lehetett. Ezzel elgyötörte abroncsait, és az új szettel már nem is tudott nagyon előretörni, így csak az ötödik lett, míg Verstappen és Perez második és harmadik. Ezzel Verstappen átvette a vezetést a világbajnokságban. Austinban szintén a gumiké volt a főszerep: a Red Bull és a Mercedes között igen kis különbségek voltak egész hétvégén, és a pole-ból induló Verstappent már az első kanyarban megelőzte Hamilton. Korai gumicserével taktikáztak, amivel vissza is vették a vezetést kényelmes előnnyel, ám az utolsó pár körben azok elkezdtek kopni, Hamilton pedig tíz körrel fiatalabb kemény keverékein egyre közelebb került. Az utolsó körig vívtak egymással, de Verstappen, ha mindössze csak alig másfél másodperccel, de megnyerte a futamot. Perez ismét harmadik lett egy jó hétvége után, így a konstruktőri lemaradást is csökkentették. Mexikóban ugyanezt az eredményt hozták, a Red Bull ismét dominált.
Brazíliában aztán Hamilton új motort kapott és váratlanul megtáltosodott. Verstappen a sprintfutamon második lett, és végül a futamon is, ezután háromszor csak a második helyre tudott beérni. A küzdelem egyre kiélezettebb lett a két versenyző közt: a szezonzáró abu-dzabi futamra pontegyenlőséggel érkeztek, ami azt jelentette, hogy aki előrébb végez, az nyeri a bajnokságot. Verstappen pole pozíciót szerzett, ám Hamilton lerajtolta. Egészen a futam végéig úgy tűnt, hogy sima Hamilton-győzelem lesz, ám öt körrel a vége előtt Nicholas Latifi balesete miatt bejött a safety car, és az utolsó körben a sokkal jobb gumikon autózó Verstappen megelőzte Hamiltont, így ő lett a világbajnok. A csapat nem tudta megszerezni a konstruktőri bajnoki címet, így csak a második helyen zártak.

## Eredmények
| Év   | Csapatok                     | Kasztni | Motor        | Gumik | Pilóták         | Nagydíjak | Nagydíjak | Nagydíjak | Nagydíjak | Nagydíjak | Nagydíjak | Nagydíjak | Nagydíjak | Nagydíjak | Nagydíjak | Nagydíjak | Nagydíjak | Nagydíjak | Nagydíjak | Nagydíjak | Nagydíjak | Nagydíjak | Nagydíjak | Nagydíjak | Nagydíjak | Nagydíjak | Nagydíjak | Nagydíjak | Pontok | Helyezés |
| 2020 | Aston Martin Red Bull Racing | RB16    | Honda RA620H | P     |                 | AUT       | STY       | HUN       | GBR       | 70A       | ESP       | BEL       | ITA       | TUS       | RUS       | EIF       | POR       | EMI       | TUR       | BHR       | SKH       | ABU       |           |           |           |           |           |           | 319    | 2.       |
| 2020 | Aston Martin Red Bull Racing | RB16    | Honda RA620H | P     | Alexander Albon | 13 †      | 4         | 5         | 8         | 5         | 8         | 6         | 15        | 3         | 10        | KI        | 12        | 15        | 7         | 3         | 6         | 4         |           |           |           |           |           |           | 319    | 2.       |
| 2020 | Aston Martin Red Bull Racing | RB16    | Honda RA620H | P     | Max Verstappen  | KI        | 3         | 2         | 2         | 1         | 2         | 3         | KI        | KI        | 4         | 2         | 3         | KI        | 6         | 2         | KI        | 1         |           |           |           |           |           |           | 319    | 2.       |
| 2021 | Red Bull Racing              | RB16B   | Honda RA621H | P     |                 | BHR       | EMI       | POR       | ESP       | MON       | AZE       | FRA       | STY       | AUT       | GBR       | HUN       | BEL       | NED       | ITA       | RUS       | TUR       | USA       | USA       | MXC       | SAP       | QAT       | SAU       | ABU       | 585,5  | 2.       |
| 2021 | Red Bull Racing              | RB16B   | Honda RA621H | P     | Sergio Pérez    | 5         | 11        | 4         | 5         | 4         | 1         | 3         | 4         | 6         | 16        | KI        | 19        | 8         | 5         | 9         | 3         | 3         | 3         | 3         | 4         | 4         | KI        | 15 †      | 585,5  | 2.       |
| 2021 | Red Bull Racing              | RB16B   | Honda RA621H | P     | Max Verstappen  | 2         | 1         | 2         | 2         | 1         | 18 †      | 1         | 1         | 1         | KI        | 9         | 1         | 1         | KI        | 2         | 2         | 1         | 1         | 1         | 2         | 2         | 2         | 1         | 585,5  | 2.       |

- † – Nem fejezte be a futamot, de rangsorolva lett, mert teljesítette a versenytáv 90%-át.

Félkövérrel jelölve a leggyorsabb kör, dőlt betűvel a pole pozíció.
Verstappen a brit sprintfutamon 1, az olasz és a sao paulói sprintfutamon 2 pontot szerzett.

## Fordítás
- Ez a szócikk részben vagy egészben  a   Red Bull Racing RB15 című angol Wikipédia-szócikk ezen változatának fordításán alapul.  Az eredeti cikk szerkesztőit annak laptörténete sorolja fel. Ez a jelzés csupán a megfogalmazás eredetét és a szerzői jogokat jelzi, nem szolgál a cikkben szereplő információk forrásmegjelöléseként.